# Dansk Melodi Grand Prix 1962
Dansk Melodi Grand Prix 1962 var det sjette Danske Melodi Grand Prix, og fandt sted 9. februar 1962 i Tivolis Koncertsal i København. Værten var Svend Pedersen.
Sangene blev dette år fremført i to omgange af to forskellige sangere. Orkestret blev ledet af Kai Mortensen.
Dommerkomitéen bestod af 9 medlemmer (oprindeligt 10, men et medlem var sygemeldt): Manja Mourier, Eilert Lindorff-Larsen, Mogens Kårøe, Bent Christensen, Jørgen Ravnborg, Niels Rothenborg, Torben Meyer, Sven Sabroe og Vagn Jensen.
Vinderen blev "Vuggevise" sunget af Ellen Winther, som blev nummer 10  i Eurovision Song Contest.
En af reglerne for årets deltagersange var, ar komponisten ikke måtte blive offentliggjort forud for konkurrencen, for ikke at give nogle sange en fordel ved at have en mere prominent komponist. Denne regel blev dog brudt for en af de seks oprindeligt kvalificerede sange, nemlig Sejr Volmer-Sørensens og Otto Franckers komposition "Jeg snakker med mig selv", der skulle fremføres af Gitte Hænning, og sangen blev derfor diskvalificeret fra konkurrencen. Den blev dog fremført i showet, og efterfølgende blev sangen også en større kommerciel succes end årets vinder.

## Deltagere
| Nr. | Sang                            | Sanger (Sanger i anden omgang) | Sangskriver                          | Points | Placering |
| --- | ------------------------------- | ------------------------------ | ------------------------------------ | ------ | --------- |
| 1   | Et yndigt strejf af din parfume | Chris Dane (Dario Campeotto)   | Børge Nordlund & Olaf Becker         | 1      | 5         |
| 2   | Vuggevise                       | Ellen Winther (Gitte Hænning)  | Kjeld Bonfils & Sejr Volmer-Sørensen | 27     | 1         |
| 3   | Er det virk'lig sandt           | Baard Owe (Pedro Biker)        | Kjeld Bonfils, Sejr Volmer-Sørensen  | 5      | 3         |
| 4   | Et eventyr                      | Birthe Wilke (Ellen Winther)   | Vilfred Kjær & Carl Andersen         | 5      | 3         |
| 5   | Carissima                       | Dario Campeotto (Chris Dane)   | Bjarne Hoyer & Annelise Bredsdorff   | 7      | 2         |

## Eksterne kilder og henvisninger
- Dansk Melodi Grand Prix 1962 (Webside ikke længere tilgængelig)

| Musik | Spire Denne musikartikel er en spire som bør udbygges. Du er velkommen til at hjælpe Wikipedia ved at udvide den. |